# Maceda (La Coruña)
Maceda (llamada oficialmente San Pedro de Maceda) es una parroquia del municipio de Mellid, en la provincia de La Coruña, Galicia, España.

## Entidades de población
Entidades de población que forman parte de la parroquia:
- A Penela (Penela)
- A Vila
- Casal
- Casalmeao
- Casas Novas
- Castiñeiroa
- Donide
- Maceda
- Marrás
- O Lubeiro (Lobeiro)
- Paraños
- Pardiñeiros
- Piñeiros (Piñeiro)

## Demografía
| Gráfica de evolución demográfica de Maceda entre 2000 y 2018 |
|                                                              |
| Población de derecho según el padrón municipal del INE       |